# Злорадство
Злорадството е радостта, свързана с неуспеха или нещастието на някой друг.

## Причини
Различни научни изследвания са установили, че зад злорадството стоят три движещи сили – агресия, съперничество и справедливост. Често злорадстващите хора са склонни да имат ниско самочувствие. Виждайки неуспеха на друг човек, те изпитват малък прилив на доверие. Това се дължи на факта, че визията на по-успешните хора представлява заплаха за тях, а визията за падането на „могъщите“ може да бъде източник на утеха.
Сканирането на мозъка показва, че злорадството е свързано със завист. Нивото на ревност дори предсказва степента на злонамереност.